# Une fille nommée Madeleine
Pour les articles homonymes, voir Maddalena.
Pour plus de détails, voir Fiche technique et Distribution.
Une fille nommée Madeleine (Maddalena) est un film italien réalisé par Augusto Genina, sorti en 1954.

## Synopsis
Dans un village italien, la jeune fille devant jouer la Vierge Marie lors de la fête du Vendredi saint se présente enceinte.

## Fiche technique
- Titre : Une fille nommée Madeleine
- Titre original : Maddalena
- Réalisation : Augusto Genina
- Scénario : Carlo Alianello, Pierre Bost, Alessandro De Stefani, Augusto Genina, Giorgio Prosperi d'après la pièce de théâtre Servante de Dieu de Madeleine Masson de Belavalle
- Musique : Antonio Veretti
- Photographie : Claude Renoir
- Montage : Giancarlo Cappelli
- Production : Giuseppe Bordogni
- Société de production : Société Générale de Cinématographie, Société Nouvelle Pathé Cinéma et Titanus
- Société de distribution : Titanus (Italie), I.F.E. Releasing Corporation (États-Unis)
- Pays :  Italie et  France
- Genre : Drame
- Durée : 102 minutes
- Dates de sortie : 
  - Italie : 16 mars 1954
  - France : 28 juin 1954

## Distribution
- Märta Torén : Maddalena
- Gino Cervi : Don Vincenzo
- Charles Vanel : Giovanni Lamberti
- Jacques Sernas : Giovanni Belloni
- Folco Lulli : Domenico, le vacher
- Valentine Tessier : Geltrude
- Isa Querio : Luisa
- Patrizia De Filippo : la fille de Maddalena
- Bianca Doria : Rosa

## Distinctions
Le film a été présenté en sélection officielle en compétition au Festival de Cannes 1954.